# 林庆
林庆，浙江处州人，是一名明朝政治人物。
林庆曾于1370年接替盛昇任松江府知府一职，由刘鉴接任。